# چهارطاقی بهاران
چهارطاقی بهاران یا «چهار طاقی کبوران» مربوط به دوره قاجار است و در شهرستان تفرش، بخش مرکزی، دهستان بازرجان، روستای بهاران واقع شده و این اثر در تاریخ ۲۶ اسفند ۱۳۸۶ با شمارهٔ ثبت ۲۲۱۰۰ به‌عنوان یکی از آثار ملی ایران به ثبت رسیده است.